# كتل عملية التحكم
كتلة التحكم في العمليات (اختصارًا PCB)، وتسمى أيضًا كتلة التحكم في المهام، إدخال جدول العمليات، هيكل المهام، أو (Switch-frame) هي بنية بيانات في نواة نظام التشغيل تحتوي على المعلومات اللازمة لإدارة طريقة معالجة البيانات في وحدة المعالجة المركزية. (PCB) هو «مظهر من مظاهر العملية في نظام التشغيل.»

## قاعدة
دور كتلة التحكم في العمليات أساسي في إدارة العمليات: يتم الوصول إليها و، أو تعديلها بواسطة معظم أدوات مساعدة نظام التشغيل، بما في ذلك تلك المشاركة في جدولة العمليات.

## البنية
تتمثل الطريقة المتبعة عادةً في تمثيل هذه المعلومات في إنشاء وتحديث جداول العمليات (جدول يستخدمه النظام لتحديد ترتيب العمليات)، مثل الذاكرة وأجهزة الإدخال / الإخراج والملفات.وعلى معلومات حول تخصيص الذاكرة الرئيسية والثانوية (الافتراضية) لكل عملية، وسمات التخويل للوصول إلى مناطق الذاكرة المشتركة بين العمليات المختلفة، وما إلى ذلك، وحالة عمليات الإدخال / الإخراج التي يتم تنفيذها، وموقع مخازن الذاكرة المؤقتة المستخدمة لهم، إلخ.في الأنظمة متعددة المهام الحديثة المتطورة، تخزن كتلة التحكم في العمليات العديد من عناصر البيانات المختلفة، وكلها ضرورية لإدارة عملية صحيحة وفعالة في عملية تبديل السياق. على الرغم من أن تفاصيل هذه الهياكل تعتمد بوضوح على نوع النظام أي أنها قد تختلف من نظام لنظام، إلا أنه يمكننا تحديد بعض الأجزاء الشائعة جدًا وتصنيفها إلى ثلاث فئات رئيسية:
1. بيانات تعريف العملية
2. بيانات حالة العملية
3. بيانات التحكم في العملية

بيانات تعريف العملية: معرفً فريد للعملية (دائمًا ما يكون عددًا صحيحًا)، وفي الأنظمة متعددة المهام، وبيانات مثل معرف العمليةالأصل(الأبوين)، معرف المستخدم، معرف مجموعة المستخدم، إلخ. لأنها تستخدم غالبًا كمرجع لجداول نظام التشغيل المحددة أعلاه، على سبيل المثال السماح بتحديد العملية التي تستخدم أجهزة الإدخال / الإخراج أو مناطق الذاكرة.
بيانات حالة العملية: هي تلك الأجزاء من المعلومات التي تحدد حالة العملية عند تعليقها أو أستأنافها، مما يسمح لنظام التشغيل بإعادة أستأناف أو إيقاف العمليات ويكون التنفيذ صحيحًا. يتضمن ذلك دائمًا محتوى سجلات وحدة المعالجة العامة للأغراض العامة وكلمة حالة عملية وحدة المعالجة المركزية ومؤشرات المكدس والإطار، إلخ.
بيانات التحكم في العملية: في حالة تعدد المهام في أنظمة التشغيل أثناء تبديل السياق يتم إيقاف عملية التشغيل وإعطاء فرصة أخرى لتشغيلها.أي أنه يجب أن تتوقف النواة عن تنفيذ العملية الجارية، ونسخ القيم الموجودة في سجلات الأجهزة (الذاكرة) إلى كتلة التحكم بالعمليات PCB، وتحديث سجلات كتلة التحكم بالعمليات PCB للعملية الجديدة.بيانات التحكم في العملية تتضمن:
- حالة جدولة العملية: حالة العملية من حيث «جاهز»، «معلق»، وما إلى ذلك، ومعلومات الجدولة الأخرى أيضًا، مثل الأولوية، ومقدار الوقت المنقضي منذ سيطرة.العملية على وحدة المعالجة المركزية أو منذ تم تعليق العملية.

*معلومات هيكلة العملية: معرف هوية العملية، أو معرف العمليات الأخرى المتعلقة بالمعالجة الحالية بطريقة ما الوظيفية، والتي يمكن تمثيلها كقائمة انتظار أو حلقة أو بنية بيانات أخرى.
*معلومات الاتصال الداخلية : قد يتم تخزين العديد من الأعلام والإشارات والرسائل المرتبطة بالاتصال بين العمليات المستقلة في PCB.
- امتيازات العملية: من حيث الوصول المسموح به / غير المسموح به لموارد النظام.
- حالة العملية: قد تدخل الحالة في حالة جديدة جاهزة وجاهزة وانتظار وموت وفقًا لجدولة وحدة المعالجة المركزية.
- رقم العملية (PID): رقم تعريف فريد لكل عملية في نظام التشغيل (المعروف أيضًا بأسم معرف العملية).
- عداد البرنامج (PC): مؤشر إلى عنوان التعليمة التالية التي سيتم تنفيذها لهذه العملية.
- سجلات وحدة المعالجة المركزية: تشير إلى مجموعة سجلات متعددة لوحدة المعالجة المركزية حيث يجب تخزين العملية للتنفيذ لحالة التشغيل.

*معلومات جدولة وحدة المعالجة المركزية: تشير إلى معلومات العملية التي تستخدم وقت وحدة المعالجة المركزية خلال الجدولة.
*معلومات إدارة الذاكرة: تتضمن معلومات جدول الصفحة، وحدود الذاكرة، وجدول الشرائح حسب الذاكرة المستخدمة من قبل نظام التشغيل.
*المعلومات المحاسبية: تشمل كمية وحدة المعالجة المركزية المستخدمة لتنفيذ العملية، والحدود الزمنية، ومعرف التنفيذ، إلخ.
*معلومات حالة الإدخال / الإخراج: تتضمن قائمة بأجهزة الإدخال / الإخراج المخصصة لهذه العملية.

## الموقع
نظرًا لأن كتل عملية التحكم (PCB)تحتوي على المعلومات المهمة للعملية، فيجب الاحتفاظ بها في منطقة ذاكرة محمية من وصول المستخدم العادي. في بعض أنظمة التشغيل، يتم وضعه في نواة العملية لأنها موقع ملائم ومحمي.